# Palaquium elongatum
Palaquium elongatum är en tvåhjärtbladig växtart som beskrevs av Elmer Drew Merrill. Palaquium elongatum ingår i släktet Palaquium och familjen Sapotaceae. Inga underarter finns listade i Catalogue of Life.